# Сага о Тидреке Бернском
Тидрек-сага или Вилькина-сага (Thidhrekssaga, Wilkinasaga) — собрание северных саг, почти единственный источник германской героической саги.

## История
Это собрание явилось во второй половине XIII века в Норвегии; автор его воспользовался отчасти рассказами нижнегерманскими, отчасти стихотворениями своей родины. Рядом с норвежской редакцией, сохранившейся в единственной старинной рукописи, существует ещё старошведская переделка этой саги (середина XV века), составленная по приказу короля Карла VIII Кнутссона. Так как в саге неоднократно упоминается Вилькиналанд, то шведский издатель Юхан Перингскёльд (1715 год) дал ей название Вилькина-сага.
Норвежская редакция издана в Осло К. Р. Унгером в 1853 году под заглавием «Saga Didriks, Konungs af Bern».

## Содержание
Сага начинается с повествования о рыцаре Самсоне — деде Тидрека, который служил под началом правителя Роджера Салернского. Самсон женился на дочери Роджера Хильдисвид (норв. Hildisvið), от которой у него было два сына Эрманрих (норв. Erminrekr) и Тетмар (норв. Þéttmarr). В результате междоусобной распри Самсону удалось стать правителем Салерно, который стал центром обширной империи. От сына Самсона Тетмара родился Тидрек.
Дальше описывается вражда двух королевств: Вилкиналанда и Русиланда. Первым королевством правил Вилкинус (норв. Vilkinus), а вторым Гертнит (норв. Hertnið). После смерти Вилкинуса, Гертнит завоевал Вилкиналанд.
У конунга Гертнита было два сына от жены, старший звался Озантриксом, младший Вальдемаром, а третий сын, которого он имел от наложницы, звался Илиасом, был он муж мирный и приветливый
Перед смертью Гертнит разделил свои владения между сыновьями: старший, Озантрикс (норв. Ósantrix), стал королём вилькинов, младший, Вальдемар (норв. Valdimarr) — королём Русиланда и Пулиналанда, Илья (норв. Ilias) — ярлом греческим. После смерти Гертнита, сообщает сага, его сыновья вели кровопролитные войны с гуннами Аттилы и выступившим ему на помощь Тидреком.
Король Тидрек совершил немало подвигов, благодаря своим соратникам: Гильдебранду (др.-сканд. Hildibrand) из Венеции, Хеймиру и Видге (др.-сканд.  Viðga). С ними он одолел гнома Альфрика. В дальнейшем Тидрек помог Аттиле победить Озантрикса.
Война, шедшая с переменным успехом, закончилась неудачно для братьев: Озантрикс и Вальдемар погибли в бою, гуннами были захвачены царство вилькинов, города Русиланда Полоцк и Смоленск; ярл Илиас вынужден был сложить оружие. Аттила сохранил Илиасу жизнь и принял его в число своих мужей, сделав правителем Русиланда.
Сюда также вошли саги об искусном кузнеце Виланде, о Зигурде и бургундцах, о Вальтере и Гильдегунде, о Гербурте и Гильде, об Ироне и Апполониусе.